# 26. Sinfonie (Haydn)
Die Sinfonie d-Moll Hoboken-Verzeichnis I:26 komponierte Joseph Haydn im Jahr 1768. Sie trägt den Titel „Lamentatione“. In den ersten beiden Sätzen nimmt Haydn Bezug auf Melodien aus einem Passionsspiel.

## Allgemeines

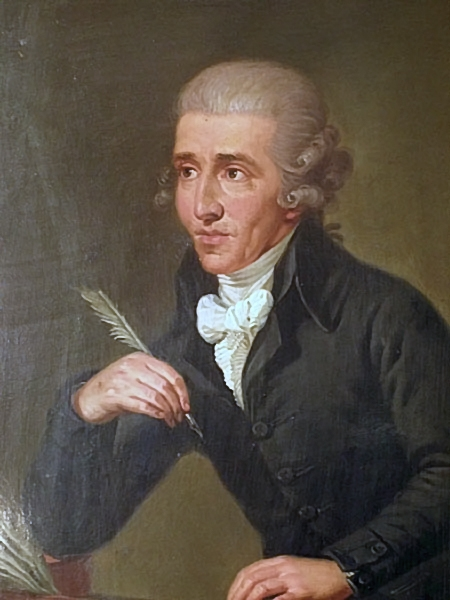
Joseph Haydn (Gemälde von Ludwig Guttenbrunn, um 1770)

Die Sinfonie Hob. I:26 komponierte Joseph Haydn im Jahr 1768. Das Autograph ist nicht mehr vorhanden. Der heute gebräuchliche Titel „Lamentatione“ verweist auf die im ersten und zweiten Satz verarbeiteten liturgischen Melodien aus einem bis ins Spätmittelalter zurückreichenden, gregorianischen Passionsspiel nach dem Markusevangelium. Dieses war damals in Österreich offenbar verbreitet mit regelmäßigen Aufführungen in der Osterzeit (Karwoche), wobei die Lamentationen auf die Choralmelodien gesungen wurden. Der Beiname ist nicht zweifelsfrei authentisch, allerdings ist er als Bezeichnung für die gesamte Sinfonie bereits zu Haydns Lebzeiten nachgewiesen.
In der Abschrift aus dem Stift Herzogenburg fand H. C. Robbins Landon in der Exposition des ersten Satzes bei der 2. Violinstimme Eintragungen, die er als Hinweise auf handelnde Personen des österlichen Dramas interpretiert. Robbins Landon konnte anhand eines Druckes im Kloster St. Florian aus dem Jahr 1763, der diese Passion enthält, die Zitate aufzeigen, die Haydn im ersten Satz der Sinfonie Nr. 26 benutzt. Er vermutet daher, dass die ersten beiden Sätze als Illustration des damals aufgeführten österlichen Passionsspiels gedient haben können und deutet z. B. die Figur aus Takt 37 des ersten Satzes als programmatischen „Kreuzige“-Ruf.
Andere Autoren ziehen zwar eine Verwendung der Sätze 1 und 2 im Gottesdienst oder die Karwoche als Kompositionsanlass in Betracht, weisen aber darauf hin, dass keine Choralbearbeitung im engeren Sinn stattfindet und dass Haydn auch „weit davon entfernt [sei], ein instrumentales Passionsdrama zu komponieren.“ Auch Wolfgang Marggraf hält der programmatischen Deutung von Howard Chandler Robbins Landon entgegen, dass die Zitate aus der Passion „offensichtlich willkürlich und vielleicht aus musikalischen Gründen, nach ihrer Eignung als Baumaterial des Satzes“, gewählt wurden. Deshalb und wegen der Kürze der Zitate lasse sich vom Hörer auch keine nacherlebbare musikalische Darstellung der Passion heraushören, diese sei von Haydn wohl auch kaum beabsichtigt gewesen. Weiterhin dürften „selbst die Zeitgenossen, denen die Passion aus den jährlichen Aufführungen vertraut war, […] kaum in der Lage gewesen sein, die wenig profilierten Melodiezitate zu identifizieren.“ Howard Chandler Robbins Landon und Michael Walter sind andererseits der Ansicht, dass die Passionen den damaligen Zuhörern allgemein bekannt waren.
Der in der ersten Gesamtausgabe des Verlags Breitkopf & Härtel (1908 bis 1933) auftauchende Titel „Weihnachtssymphonie“ findet sich nicht auf Abschriften. Robbins Landon vermutet, dass dieser Titel damit zusammenhängt, dass der eigentliche österliche Bezug unter den früheren Haydnforschern nicht bekannt war. Robbins Landon lobt die Sinfonie: Von allen übrigen Haydn-Sinfonien sei keine wirkungsvoller in ihrem unglaublich kräftigem Ausdruck, keine tragischer, keine emotionaler (und daher romantischer) in ihrer Konzeption.
Ein österlicher Bezug findet sich auch in der 1765 komponierten Sinfonie Nr. 30. Die Sinfonie Nr. 26 ist Haydns letzte dreisätzige Sinfonie, die späteren sind alle viersätzig.

## Zur Musik
Besetzung:  zwei Oboen, zwei Hörner, zwei Violinen, Viola, Cello, Kontrabass. Zur Verstärkung der Bass-Stimme wurden damals auch ohne gesonderte Notierung Fagott und Cembalo (sofern im Orchester vorhanden) eingesetzt, wobei über die Beteiligung des Cembalos in der Literatur unterschiedliche Auffassungen bestehen.
Aufführungszeit:  ca. 20 Minuten (je nach Einhalten der vorgeschriebenen Wiederholungen)
Bei den hier benutzten Begriffen der Sonatensatzform ist zu berücksichtigen, dass dieses Schema in der ersten Hälfte des 19. Jahrhunderts entworfen wurde (siehe dort) und von daher nur mit Einschränkungen auf ein 1768 komponiertes Werk übertragen werden kann. Die hier vorgenommene Beschreibung und Gliederung der Sätze ist als Vorschlag zu verstehen. Je nach Standpunkt sind auch andere Abgrenzungen und Deutungen möglich.

### Erster Satz: Allegro assai con spirito
d-Moll / D-Dur, 4/4-Takt, 133 Takte
Haydn beginnt den Satz mit einer düster-energischen Passage, die „keine thematische Kontur hat“, sondern nur aus drängenden Synkopenketten mit Tonrepetition und fallender Linie besteht. Durch Viertelpausen getrennt, folgen blockartig zwei kontrastierende Piano-Viertakter. Der erste ist durch die viermalige Wiederholung einer fallenden Quarte im Horn und durch Seufzer der Violinen gekennzeichnet, der zweite greift die bewegende Synkopenfigur vom Satzanfang wieder auf, wobei die fallende Linie deutlicher herausgestellt ist.

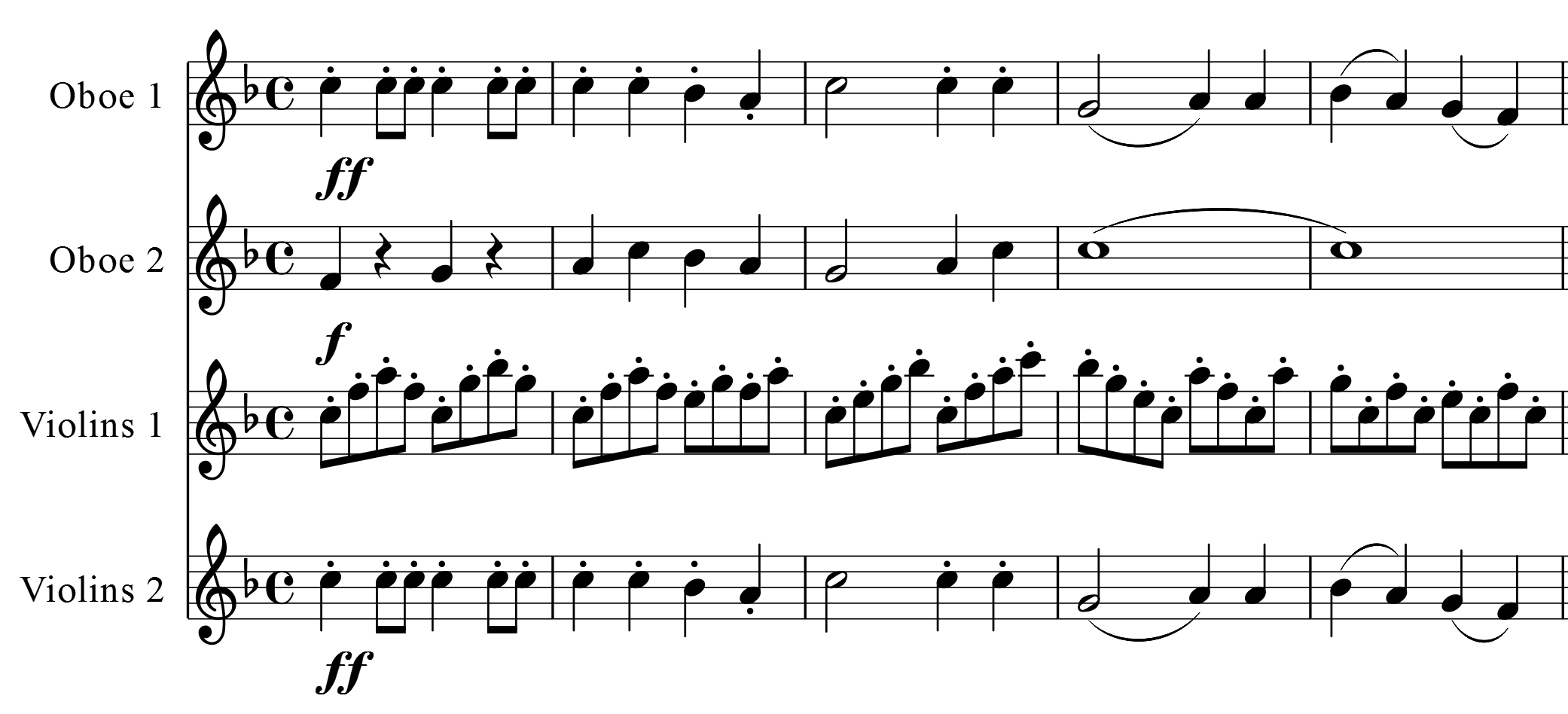
Takt 17 bis 21 mit dem Zitat des Evangelisten

Ohne Modulation folgt wiederum blockartig eine Aufhellung zur Paralleltonart F-Dur mit Einsatz des ganzen Orchesters im Forte / Fortissimo und dem ersten liturgischen „Zitat“ des Evangelisten in Takt 17 mit deklamatorischem Charakter. Ähnlich wie am Beginn des Allegros der Sinfonie Nr. 30, ist auch hier die gregorianische Melodie etwas „versteckt“, da die 1. Violine die Melodie der 1. Oboe und 2. Violine mit durchlaufenden Staccato-Achtelfiguren einrahmt. Nun schließen sich ohne Zäsur und mit ähnlicher Instrumentierung die übrigen drei Zitate an: Der „Christ“ (Takt 26 bis 31) im Piano mit Stimmführung in schreitenden, halben Noten, ein kurzer, wiederum deklamatorischer Forte-Einwurf des Evangelisten (Takt 32 bis 34) und der mit „Jud.“ überschriebene Abschnitt ab Takt 35, der wie der Evangelisten-Abschnitt gehalten ist und die Exposition mit einem „hämmernden“ Unisono beendet. Die Exposition wird wiederholt.
Die Durchführung fängt mit dem „Thema“ vom Satzanfang in F-Dur an, wobei nun die Intervalle zwischen den Tonrepetitionen größer sind und sich auch der Bass an der fallenden Linie beteiligt. Die ersten vier Pianotakte entsprechend der Exposition wechseln nach g-Moll. Nun brechen, die Abwärtstendenz vom Beginn der Durchführung aufnehmend „abstürzende Tonleitern im Umfang einer Oktave und mit durchgängig synkopierter Rhythmik ein, die den musikalischen Ablauf über acht Takte hinweg bestimmen und dann in einen etwas weniger drängenden Abschnitt übergehen, in welchem die Oboen in gehaltenen halben Noten an das „Christu“-Zitat der Exposition erinnern.“ Die 1. Violine hält währenddessen als Mittelstimme den Impuls mit ihren Staccato-Achtelketten aufrecht. Ab Takt 74 wird die Bewegung mit Wechsel zu Piano und taktweise absteigendem Bass zurückgenommen, die Achtelbewegung läuft als Intervallsprungmotiv in der 1. Violine weiter.
Die Reprise ab Takt 80 setzt zunächst wie am Satzanfang in d-Moll ein, jedoch wechselt Haydn nach den beiden Piano-Dreitaktern nach A-Dur, wo die Bewegung zur Ruhe kommt und mit einer Generalpause kurz komplett abbricht. Anschließend setzt das erste Zitat ein, jetzt in D-Dur und mit Beteiligung des 1. Horns an der Stimmführung. Der weitere Verlauf entspricht weitgehend dem der Exposition. Ab Takt 115 (der zweiten Evangelisten-Passage) löst sich das 1. Horn wieder von der Stimmführung der 1. Oboe und 2. Violine. Die Schlussgruppe ist mit ihren hämmernden Unisoni gegenüber der Exposition erweitert. Durchführung und Reprise werden nicht wiederholt.
Über die klangliche Wirkung des Tonartenwechsels nach D-Dur bestehen unterschiedliche Ansichten: Während Howard Chandler Robbins Landon von einer Intensivierung der wilden, bitteren Stimmung und einer sich ins Orchester „hineinbeißenden“ Hornstimme spricht bezeichnen Ludwig Finscher und Michael Walter das D-Dur als „strahlend“. Nach Finscher wird der Hörer „eingeladen, über das Passionsgeschehen hinaus und an den Ostersonntag zu denken.“

### Zweiter Satz: Adagio
F-Dur, 2/4-Takt, 80 Takte

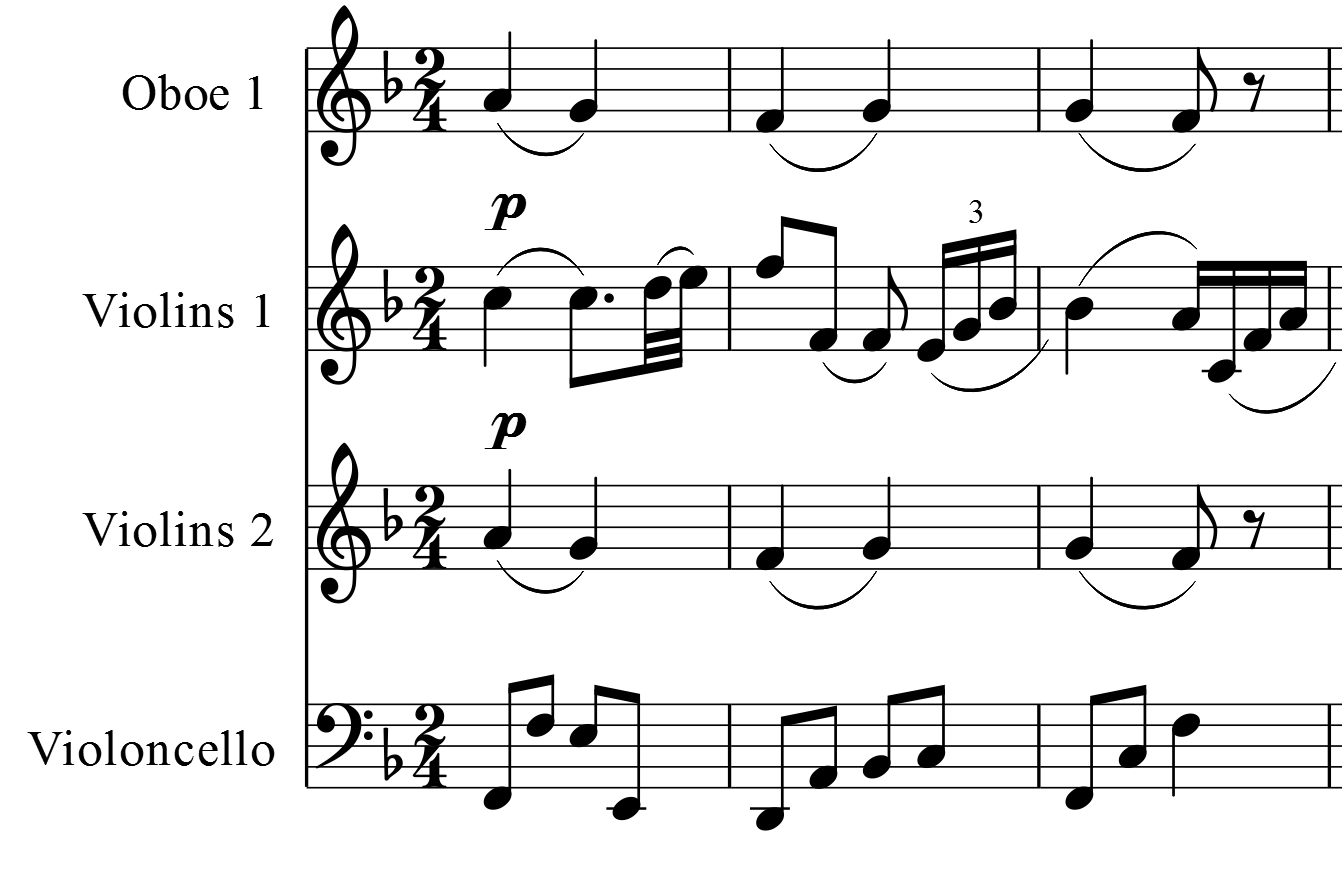
Beginn des Adagio

Auch im Adagio greift Haydn auf eine Choralmelodie zurück, nämlich auf den Lektionston für die in der Matutin von Gründonnerstag bis Karsamstag gesungenen Lamentationen des Propheten Jeremias. Diese stammt aus einer alphabetisch angeordneten Melodiensammlung („aleph“, „beth“ usw.), welche in demselben Druck enthalten ist, dem Haydn auch die Passionszitate des ersten Satzes entnahm. Wie im ersten Satz, sind auch hier 1. Oboe und 2. Violine stimmführend, während die 1. Violine gegenstimmenartige Figurationen spielt und der Bass in gleichmäßiger, ausholender Achtelbewegung begleitet. Antony Hodgson weist darauf hin, dass Haydn das Thema auch in mehreren anderen Werken verwendet hat (darunter im Trio der Sinfonie Nr. 80 – ebenso Wolfgang Amadeus Mozart in seiner Maurerischen Trauermusik KV 477).
Die getragene Melodie besteht aus drei Teilen: dem Kopfmotiv mit Bewegung in Sekunden (Takt 1 bis 3), einem klagend-monotonen Tonrepetitionsmotiv (eingeleitet von einer Sekunde aufwärts mit kurzem Wechsel nach B-Dur und g-Moll, Takt 4 bis 10) und einer Schlusswendung, die bis auf den um eine Terz verschobenen Anfangstakt dem Kopfmotiv entspricht (Takt 11 bis 13). Nach Vorstellung des Themas wird der dreitaktige Themenkopf wiederholt, bevor in Takt 17 eine zur Dominante C-Dur wechselnde Passage mit Sechzehnteltriolen der 1. Violine einsetzt. Diese ist von Tonrepetitionen und Tonleiterläufen geprägt. Begleitet wird sie lediglich von Viola und Bass. Ab Takt 24 wird das Thema in C-Dur wiederholt, wobei die 1. Violine ihre Triolenketten fortsetzt.
Der Mittelteil („Durchführung“) bringt den Themenkopf dreimal, unterbrochen von den Zwischenspielen mit den Sechzehnteltriolen der 1. Violine: zuerst in der Dominante C-Dur, dann in der Subdominantparallelen g-Moll und schließlich wieder in der Tonika F-Dur. Das Geschehen staut sich dann zu einem „rhetorischen Doppelpunkt“ auf einem Dominantseptakkord, der die Reprise ankündigt.
Die Reprise beginnt mit dem Choralthema wie am Satzanfang, allerdings ist die Instrumentierung verändert: Stimmführend sind die Bläser (die Hörner, die bisher geschwiegen haben, treten nun dazu, ähnlich im ersten Satz), während die Streicher begleiten, die Violinen mit Sechzehnteltriolen. Das Thema erscheint in der Reprise nur einmal, allerdings wird der Mittelteil mit dem klagenden Tonwiederholungsmotiv ausgeweitet und harmonisch verändert: zunächst mit Harmoniewechsel nach e-Moll und A-Dur, dann in einer noch ruhigeren Bewegung (ganztaktige Noten) mit Harmoniewechseln zwischen d-Moll und A-Dur. Mit der Schlusswendung des Themas im Pianissimo endet das Adagio. Beide Satzteile werden wiederholt.
Ludwig Finscher meint, dass die Reprise „in ihrer besonderen Klangfarbigkeit […] über die Trauer hinauszuweisen [scheint] auf das kommende Osterwunder.“

### Dritter Satz: Menuet
d-Moll, 3/4-Takt, mit Trio 80 Takte
Das ungewöhnliche Menuett ist durch scharfe dynamische Kontraste, unregelmäßige Metrik und Tonartenwechsel gekennzeichnet. Es beginnt piano mit einer Passage aus auftaktiger Tonwiederholung, die wie ein Suchen nach der richtigen Tonart klingt: Im ersten Takt verschleiert F-Dur und d-Moll, dann wechselt Haydn über g-Moll zu einem Pendeln zwischen A-Dur und d-Moll. Erst nach langer Generalpause setzt die Musik erneut ein, jetzt forte im entschiedenen F-Dur-Unisono. Aber bereits nach vier Takten ändert sich die Stimmung wieder abrupt mit Wechsel zum Piano, in dem die Streicher volkstümlich-tänzerische Staccato-Viertel mit Vorschlägen spielen, die an den Stil von Franz Schubert erinnern.
Wiederum mit abruptem Wechsel auch in den Tonarten, folgt im zweiten Teil ein Kontrastmotiv mit energischer Unisono-Phrase im Forte und Piano-Antwort der Streicher. In Takt 32 beginnen Viola und Bass bereits mit dem Wiederaufgreifen des Anfangsthemas, die Oberstimmen folgen jedoch erst einen Takt später. Es entsteht ein aufstrebender Kanon, „der sich gen Himmel zu erheben scheint“, jedoch auf einem dissonanten Sekund-Akkord abbricht. Nach einer weiteren, langen Generalpause endet der Satz mit der tänzerischen Staccatopassage.
Ludwig Finscher weist auf Ähnlichkeiten zum Menuett von Haydns Streichquartett opus 9 Nr. 4 hin.
Das Trio „im Duktus eines feierlichen Rundtanzes“ steht in D-Dur, der Wechsel in der Tonart erinnert an den Klangeffekt aus der Reprise des ersten Satzes. Seine tänzerische Melodie wird immer wieder unterbrochen von Akkordschlägen auf der dritten, unbetonten Zählzeit des Taktes, auf die die 1. Violine allein antwortet (im ersten Teil durch eine absteigende Tonleiter im Umfang von zwei Oktaven).
Der Satz wird in der Literatur unterschiedlich beschrieben:
Nach Howard Chandler Robbins Landon kann der dritte Satz als „Antiklimax“ nicht mit seinen Vorgängern mithalten. Das Allegro und Adagio zählten zwar mit zu den besten Sinfoniesätzen, die Haydn bis dahin komponiert habe, zusammen mit dem Menuett ergebe sich für die Sinfonie als ganzes bestenfalls ein großartiger Torso.

„Im abschließenden Menuett werden weder die Strukturprinzipien noch der musikalische Gehalt der vorhergehenden Sätze aufgegriffen […].“

„Indessen ist dieses in d-Moll stehende Menuett von der sonst für dergleichen Sätze Haydns charakteristischen heiter-burschikosen Grundhaltung so weit entfernt, daß es sich zumindest von seiner allgemeinen Stimmung her durchaus in das Werk einpaßt.“

„[…] dieser streng konzentrierte [ist] Satz in mehrfacher Hinsicht der intensivste von allen. Von Anfang an erzeugen der tonartlich nicht fixierte Beginn, die rhythmisch instabilen Motive, die neapolitanische Harmonik und der zweideutige Phrasenrhythmus eine bedrückte Stimmung. Bis zur Reprise erscheint keine festgelegte Tonika – und selbst die ist instabil.“

„Das abschließende Menuett ist ein trotzig-verhangener Kehraus, eine Art surrealistische Tanz-Übermalung im Stil Arnulf Rainers, und sogar im Trio sorgen störrische forte-Akkorde auf der dritten Taktzeit für die energische Suspendierung jeglicher Tanzbewegung – die düstere Passionsatmosphäre des Beginns tritt damit abschließend wieder auf den Plan.“